# Bolla (vlinder)
Bolla is een geslacht van vlinders van de familie dikkopjes (Hesperiidae), uit de onderfamilie Pyrginae.

## Soorten
- B. antha Evans, 1953
- B. atahuallpai (Lindsey, 1925)
- B. brennus (Godman & Salvin, 1896)
- B. catharina (Bell, 1937)
- B. clytius (Godman & Salvin, 1897)
- B. cupreiceps (Mabille, 1891)
- B. cybele Evans, 1953
- B. cyclops (Mabille, 1876)
- B. cylindus (Godman & Salvin, 1896)
- B. eusebius (Plötz, 1884)
- B. evippe (Godman & Salvin, 1896)
- B. litus (Dyar, 1912)
- B. mancoi (Lindsey, 1925)
- B. morona (Bell, 1940)
- B. nigerrima Mabille & Boullet, 1917
- B. orsines (Godman & Salvin, 1896)
- B. phylo (Mabille, 1878)
- B. saletas (Godman & Salvin, 1896)
- B. salva Steinhauser, 1974
- B. subapicatus (Schaus, 1902)
- B. tetra (Mabille, 1878)
- B. ziza Evans, 1953
- B. zora Evans, 1953
- B. zorilla (Plötz, 1886)